# نقل الركاب الجديد (شركة)
نقل الركاب الجديد (بالإيطالية: Nuovo Trasporto Viaggiatori)‏ هي شركة تشغيل قطارات إيطالية. بدأت خدماتها في أوائل عام 2012، وأصبحت أول شركة خاصة وصول مفتوح للقطارات عالية السرعة تصل إلي 300 كيلومتر في الساعة (190 ميل/س)، تحت الاسم التجاري إيطالو.

## التاريخ

### الخلفية

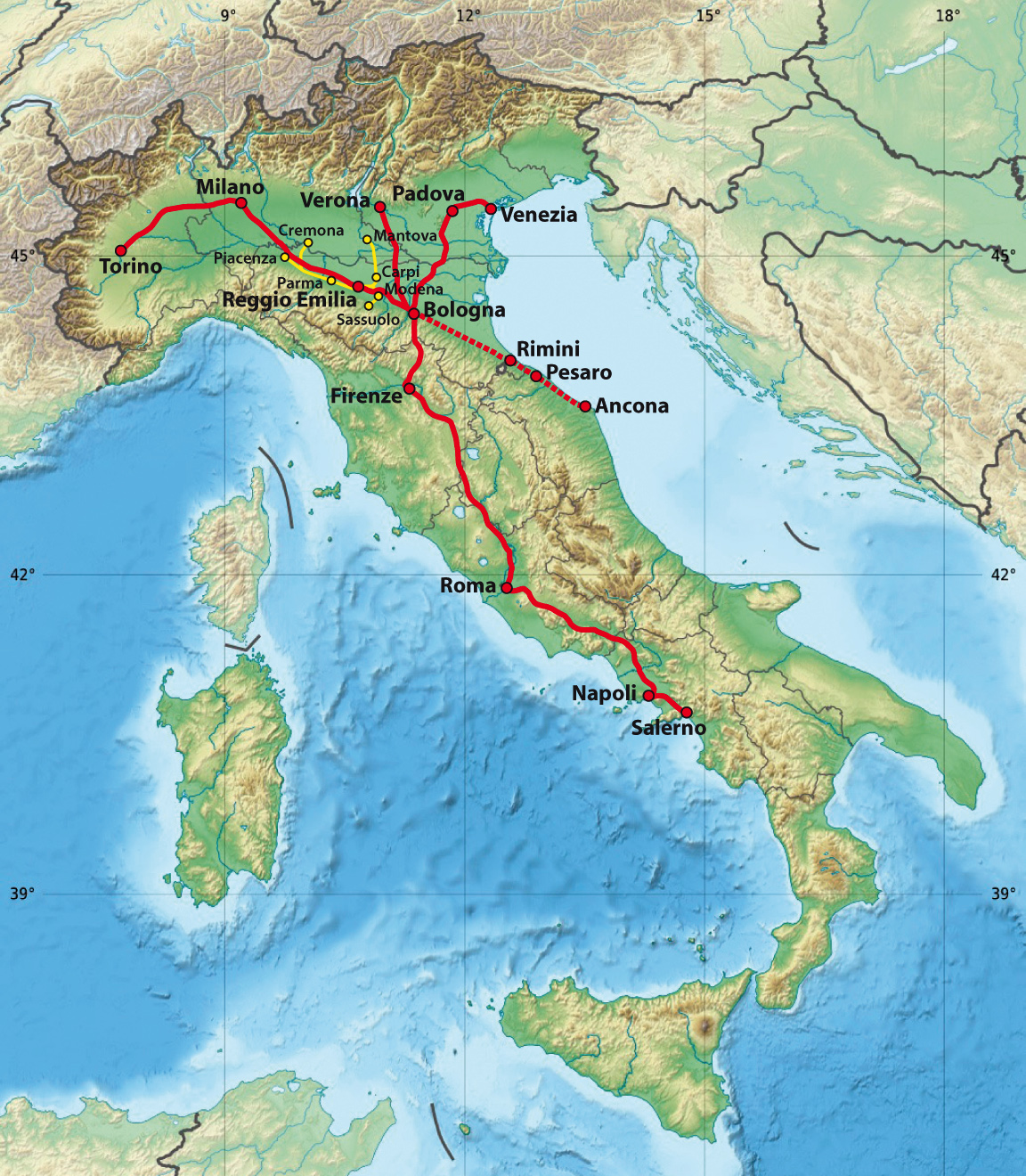
طرق الشركة

تم إنشاء الشركة في عام 2006 من قبل أربعة رجال أعمال إيطاليين بهدف إنشاء مشغل سكك حديدية عالي السرعة مملوك للقطاع الخاص للتنافس مع شركة ترينيتاليا الحالية المملوكة للدولة. تم إطلاق الشركة باستثمار أولي قدره 967 مليون يورو، تم إنفاق 625 مليون يورو منها على عربات السكك الحديدية. واجه مساهمو الشركة مخاطر كبيرة في بدء تشغيلهم حيث كانت إيطاليا أول دولة في العالم تفتح سوق السكك الحديدية عالية السرعة أمام المنافسة.
خلال أوائل عام 2010، أعلنت الشركة عزمها على بدء خدماتها في أواخر عام 2011، بعد اعتماد قطاراتها في منتصف عام 2011. في مارس 2011، اشتكت الشركة علنًا من أن مدير البنية التحتية للسكك الحديدية الإيطالية، ريت فيروفي إيطاليا، كان يعيق خططها لتشغيل القطارات من خلال إجراء تغييرات في اللحظة الأخيرة على بيانات الشبكة، فضلاً عن التشكيك في شرعية رسوم الوصول. في وقت لاحق من ذلك العام، أفيد أن تاريخ الإطلاق قد تأخر إلى عام 2012؛ وبحسب ما ورد كان هذا بسبب تعقيد المشروع.
وفقًا لمستشار الصناعة أندريا جيوريسين، وجدت الشركة صعوبة في الحصول على الموافقة الفنية وتراخيص السلامة لتشغيل أسطولها الجديد من قطارات ألستوم؛ اعترف جيوريسين أيضًا بأن عملية التأسيس معقدة للغاية بشكل عام. كانت إيطاليا بحاجة إلى تحسين هياكلها التنظيمية بحيث يمكن لمشغلي السكك الحديدية من القطاع الخاص تحقيق تكافؤ الفرص. في أكتوبر 2013، قررت هيئة المنافسة الإيطالية أن ترينيتاليا قد بذلت جهودًا متعمدة لاستبعاد الشركة. لم يتم إنشاء منظم مستقل مناسب لصناعة السكك الحديدية الإيطالية حتى أواخر عام 2013.

### الإطلاق

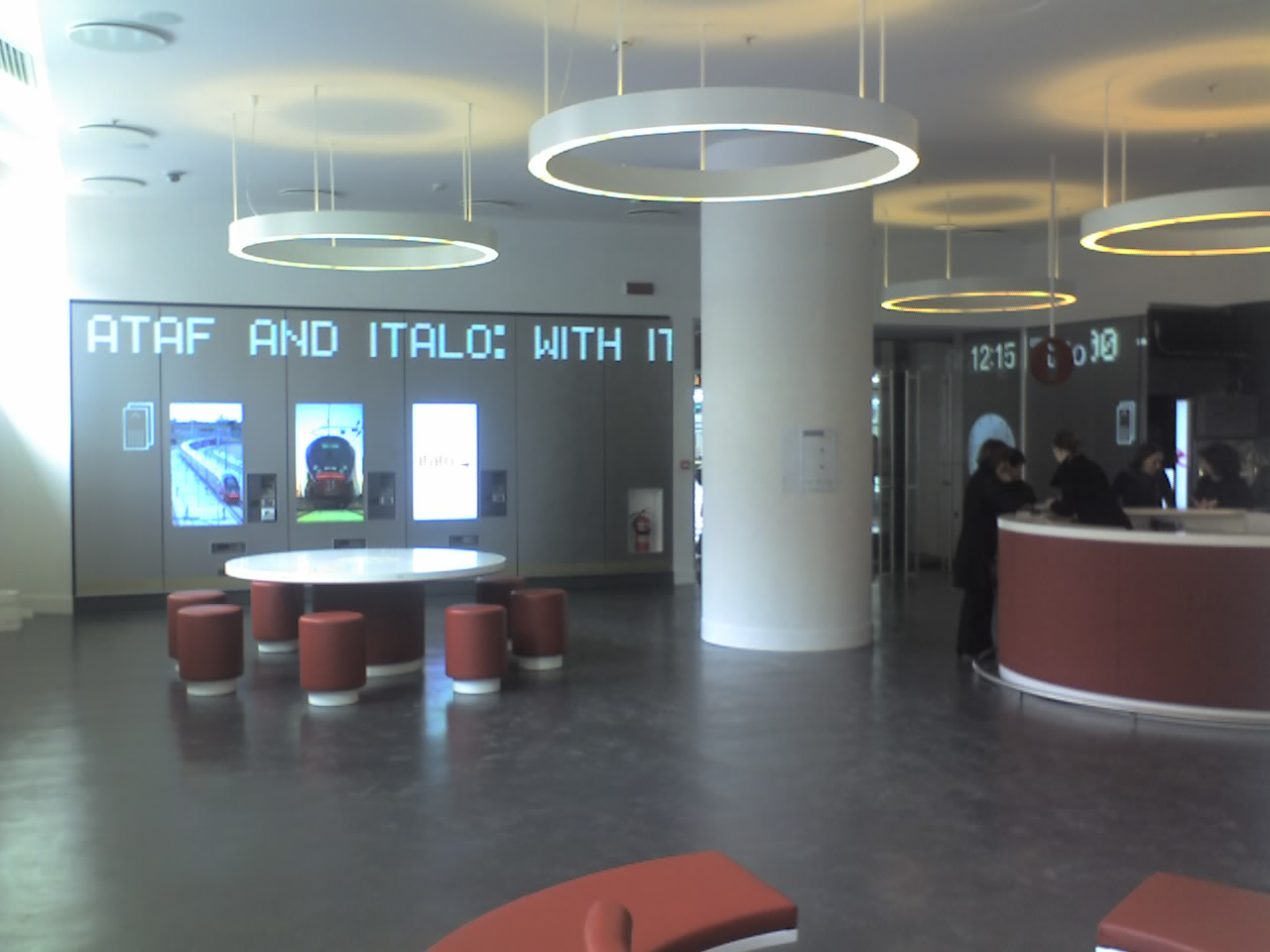
صالة الشركة في محطة سكة حديد فلورنسا سانتا ماريا نوفيلا

في 28 أبريل 2012، أجرت الشركة أول تشغيل خدمة لها، والتي أطلقتها تحت العلامة التجارية إيطالو. .  تم تطبيق هذه العلامة التجارية على الخدمات الأخرى التي تقدمها الشركة. في السنة الأولى من تشغيلها، ادعت الشركة أن عدد ركابها وصل إلي 2,051,702.

وفقًا لدورية السكك الحديدية، فقد تم تحدي الشركة في البداية لتحقيق عائد قابل للتطبيق على الاستثمار حتى زيادة أعداد الركاب. ازداد عدد الركاب في السنوات التالية، حيث نقل 9.1 مليون مسافر في عام 2015، بعد أن بلغ عامل الحمولة 71.5٪. عند هذه النقطة، كانت الشركة تشغل 56 قطارًا يوميًا. خلال عام 2015، أطلق فلافيو كاتانيو، الرئيس التنفيذي للشركة آنذاك، مبادرة تحول إستراتيجية تهدف إلى تحسين عملياتها. في عام 2016، ارتفع عدد الركاب مرة أخرى ليصل إلى 11 مليون مسافر. لتوسيع إمكانية الوصول إلى خدماتها، نسقت الشركة مع مشغلي الحافلات لتوسيع منطقة تجمعها لتغطية المدن التي لا تخدمها السكك الحديدية عالية السرعة بشكل مباشر. 

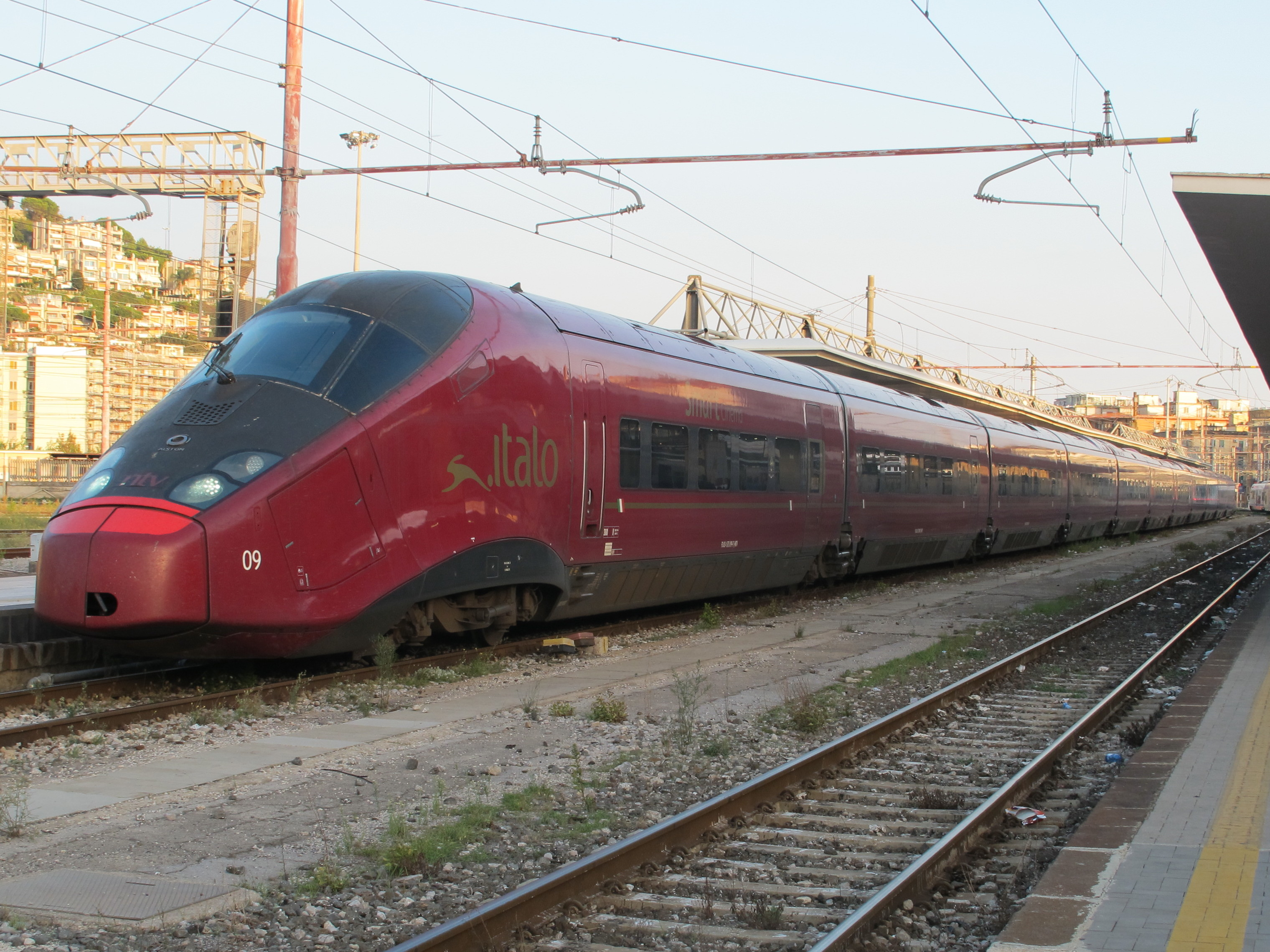
ألستو إيه جي في

في عام 2016، حققت الشركة نقطة التعادل المالي لأول مرة، لتصبح رابحة بعد ذلك. وفقًا لـ جيوريسين، سرعان ما أصبحت الشركة مشروعًا مربحًا إلى حد كبير بسبب النهج الفعال والمبتكر في السوق؛ تتضمن هذه التدابير معدل استخدام مرتفع لعربات السكك الحديدية، وعوامل تحميل عالية عادةً للخدما، وجهود مشاركة العملاء. جزئيًا استجابةً لوجود الشركة، قام المشغل الحالي ترينيتاليا أيضًا بإجراء تغييرات لزيادة القدرة التنافسية. في أغسطس 2018، تم تغريم هيئة البني التحتية لسكك الحديد 620.000 يورو لممارساته المناهضة للمنافسة لصالح ترينيتاليا ضد الشركة.
في يناير 2018، تم الإعلان عن إدراج 35-40٪ من أسهم الشركة في البورصة الإيطالية. ومع ذلك، في فبراير 2018، تم إلغاء الطرح العام الأولي المخطط له؛ بدلاً من ذلك، وافق مساهمو الشركة على عرض الاستحواذ المقدم من شركاء البنية التحتية العالمية لـ 100٪ من الشركة، والتي قُدرت بعد ذلك بـ 1.94 مليار يورو. في أبريل 2018، تم الانتهاء من البيع؛ اختار العديد من المساهمين الحاليين المشاركة في زيادة رأس المال لمساهمة مشتركة بنسبة 7.74٪. في نفس العام، تمت إعادة تسمية الشركة باسم إيطالو- إن تي في. 

## قطارات الشركة

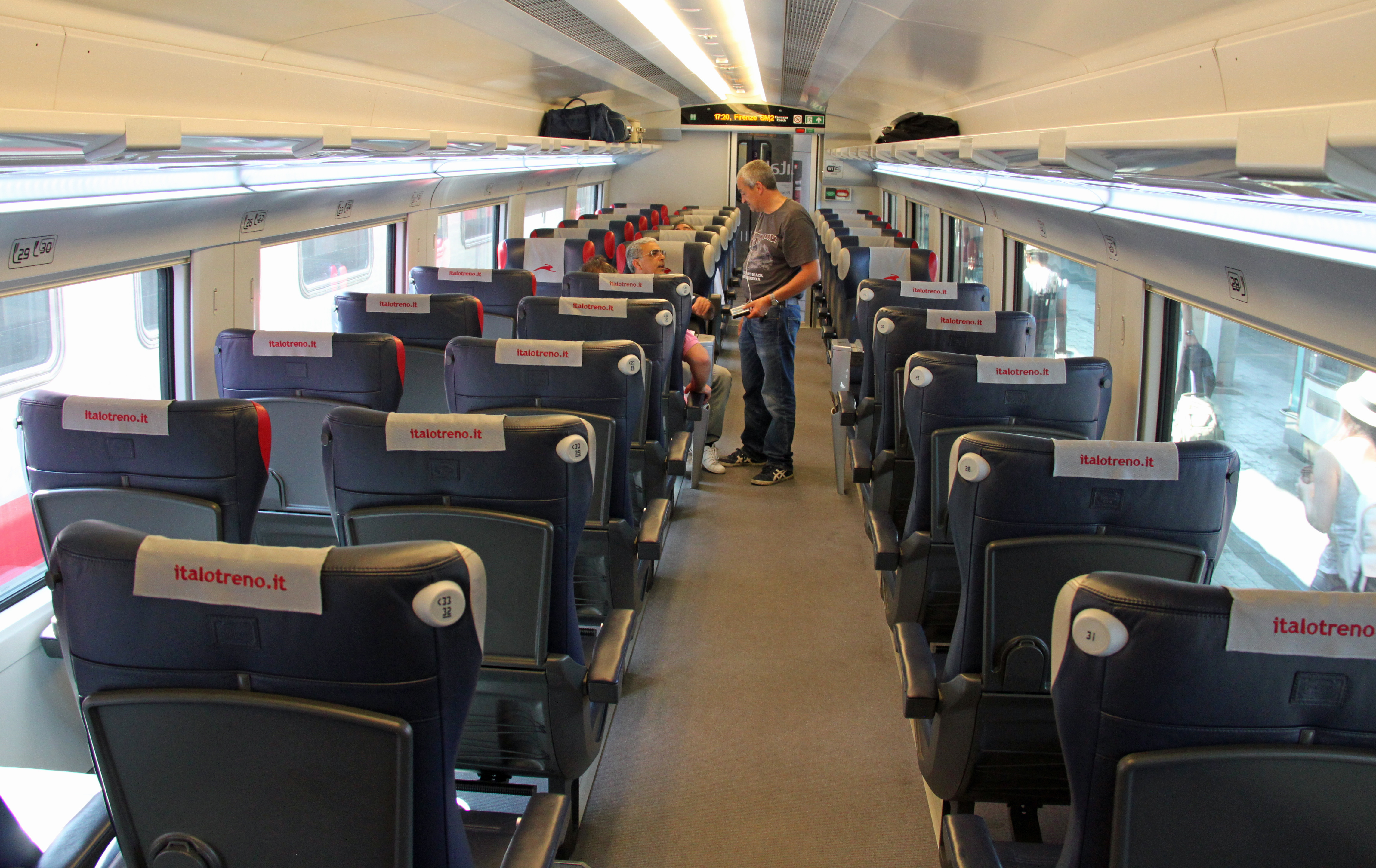
فئة بريما.

في 17 كانون الثاني (يناير) 2008، أعلنت التكتل الصناعي الفرنسي ألستوم أن الشركة قد قدمت طلبًا لشراء 25 قطارات اي جي في، يبلغ طول كل منها 11 عربة. صنعت ألستوم 17 مركبة في مصنعها في لاروشيل في فرنسا، بينما تم تجميع القطارات الثمانية المتبقية في سافيليانو في إيطاليا. تضمن العقد صيانة الأسطول لمدة 30 عامًا، بالإضافة إلى خيار شراء عشرة قطارات أخرى. كشفت الشركة النقاب عن أول قطاراتها في حفل أقيم في 13 ديسمبر 2011.
في عام 2015، أعلنت الشركة عن شراء ثمانية قطارات إضافية لتوسيع أسطولها. ستكون هذه الوحدات الإضافية من عائلة ألستوم بندولينو، والتي تبلغ سرعتها القصوى حوالي 50 كم/ساعة. تهدف عملية الشراء إلى السماح للشركة بتوسيع خدمات إيطالو الحالية، فضلاً عن تقديم خدمات إلى وجهات جديدة.